# Gunung Manumpak B
Gunung Manumpak B is een bestuurslaag in het regentschap Deli Serdang van de provincie Noord-Sumatra, Indonesië. Gunung Manumpak B telt 117 inwoners (volkstelling 2010).